# Nickelodeon Japan
Nickelodeon Japan, ook wel Nick Japan genoemd, is een Japanse televisiezender, in het Japans. Er worden vooral cartoons op uitgezonden en is onderdeel van Nickelodeon internationaal. De eerste uitzending was in november 1998.

## Former

### 0-9
- 100 Deeds for Eddie McDowd

### A
- Aaahh!!! Real Monsters
- Action League Now!: The Series
- The Adventures of Jimmy Neutron: Boy Genius
- The Adventures of McGee and Me (2007)
- The Adventures of Pete & Pete
- All Grown Up! (2004)
- All That
- The Amanda Show
- Angela Anaconda (2000-2006)
- Angelica and Susie's Pre-School Daze (2005)
- Angelina Ballerina (2004)
- The Angry Beavers (1998)
- As Told by Ginger (2001-2011)
- Avatar: The Last Airbender (2006-2009)

### B
- The Backyardigans
- Blue's Clues (1999-2005)
- Blue's Room (2005)
- Breadwinners (voor TV Tokyo)
- The Brothers García
- Bump (1999)

### C
- Caillou (2000-2005)
- CatDog (1999)
- Catscratch (2006)
- ChalkZone (2003)
- Clarissa Explains It All
- Corduroy (2002)
- Cyberchase (2003-2009)

### D
- Danny Phantom (2005-2009)
- D.I.C.E.
- Digimon (2004)
- Degrassi Junior High
- Degrassi: The Next Generation (2007)
- Donkey Kong Country (1999)
- Dora the Explorer (2001)
- Doug (1998)
- Drake & Josh (2005)

### E
- El Tigre: The Adventures of Manny Rivera (2008)

### F
- The Fairly OddParents (2004)
- Fireman Sam (2001)
- Franklin (2002)

### G
- Garfield and Friends (1998)
- Go, Diego, Go! (2006)
- Groundling Marsh (1998)
- Guinevere Jones (1999-2003)

### H
- Harvey Beaks (voor TV Tokyo)
- Hey Arnold! (1998)
- Hollywood 7 (S Club 7 in Hollywood)

### I
- iCarly (2008-present)
- Invader ZIM (2002)
- The Itsy Bitsy Spider

### J
- Jay-Jay the Jet Plane (2003-2006)

### K
- KaBlam!
- Kenan & Kel
- Kerching
- Kung Fu Panda: Legends of Awesomeness (For NHK)

### L
- LazyTown (2006)
- Legends of the Hidden Temple
- Little Bill (2001)

### M
- My Life as a Teenage Robot (2005)

### N
- The Naked Brothers Band (2008-2009)
- Naturally, Sadie (2005)
- Ned's Declassified School Survival Guide (2005)
- Nick's Birthday Machine
- Nickelodeon's Games and Sports (GAS) (based on the U.S. channel's game shows)
- Noddy and Friends

### O
- Oh Yeah! Cartoons (2000-2003)
- Oswald (2002)
- The Oz Kids (1998)

### P
- Pelswick (2003)

### R
- ReBoot (1998)
- The Ren and Stimpy Show
- Rocket Power (2000)
- Rocko's Modern Life (1998)
- Romeo! (2004)
- Rugrats (1998-2006)

### S
- The Secret World of Alex Mack (1999)
- SpongeBob SquarePants (2000-heden)

### T
- Taina (2002-2005)

### U
- Unfabulous (2005)

### W
- The Wild Thornberrys (2000-2007)

### X
- The X's (2006)

### Y
- You Can't Do That on Television
- You're On Nickelodeon, Charlie Brown

### Z
- Zoey 101 (2006-2009)